# Mesoprionus besikanus
Mesoprionus besikanus är en skalbaggsart som först beskrevs av Leon Fairmaire 1855.  Mesoprionus besikanus ingår i släktet Mesoprionus och familjen långhorningar. Inga underarter finns listade i Catalogue of Life.